# بازار آزاد و دشمنان آن
بازار آزاد و دشمنان آن؛ شبه علم سوسیالیسم و تورم کتابی است از لودویگ فون میزس که نسخه‌های فارسی آن با ترجمهٔ مهدی تدینی و پیشگفتاری از موسی غنی نژاد و همچنین ترجمه محمد مبینی از انتشارات آماره منتشر شده است.

بنا به نوشته سایت ایران کتاب: 
«بازار آزاد و دشمنان آن» به کاوش در مغالطه‌های نظریه‌های اقتصادی شبه علمی می‌پردازد که در برخی مواقع، اصول بنیادی سرمایه‌داری بازار آزاد را تحت‌الشعاع قرار داده‌اند. فون میزس با دقت این باورهای غلط را از بین می‌برد و به خوانندگان درک روشنی از عملکرد پیچیدهٔ بازار و پیامدهای ناخواسته مداخلاتی که از اصول بازار آزاد منحرف می‌شود، ارائه می‌دهد.
این کتاب مشتمل بر درسگفتاری است که لودویگ فون میزس، اقتصاددان و متفکر اتریشی، در ۱۹۵۱ در آمریکا در بنیاد آموزش اقتصاد ارائه داده است.